# Aerospace Bristol

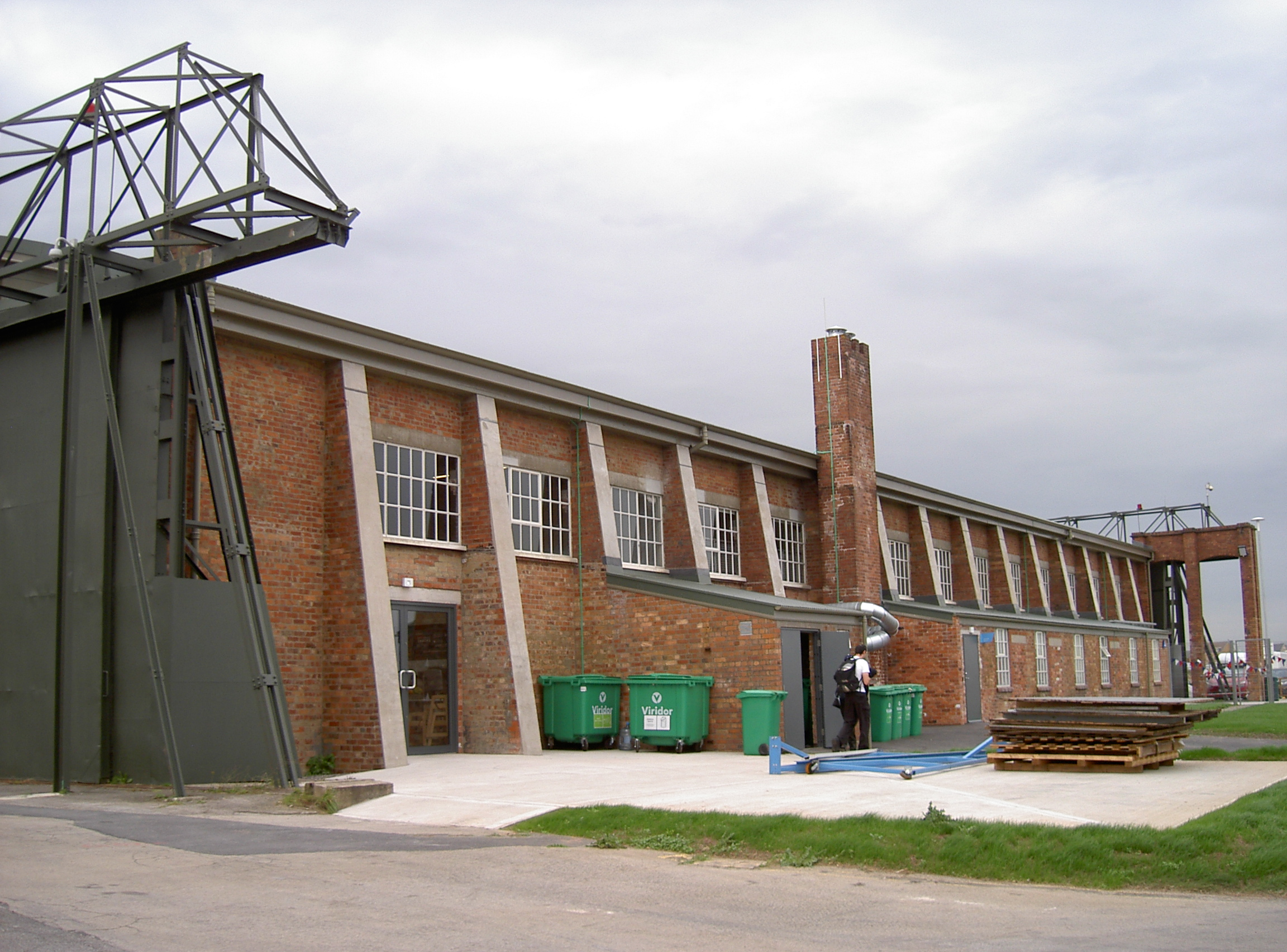
Vista lateral del hangar renovado con sus cerchas Belfast interiores originales (octubre de 2017)

Aerospace Bristol es un museo aeroespacial situado en Filton, al norte de Bristol, Inglaterra, Reino Unido. El proyecto está a cargo del Bristol Aero Collection Trust y alberga una variada colección de exhibiciones, que incluyen el avión supersónico de pasajeros Concorde Alpha Foxtrot, el último Concorde en construirse y el último en volar.

## El Museo
El museo está situado en el aeropuerto de Filton y la exposición principal se encuentra en un hangar que data de la Primera Guerra Mundial, catalogado como Monumento de Grado II. Un segundo hangar de la misma época se utiliza como taller y área de almacenamiento para piezas de sus fondos en proceso de restauración. Este edificio también está catalogado como Grado II. El Concorde está alojado en un nuevo hangar especialmente diseñado al efecto. La exposición cubre más de 100 años de historia de la aviación a través de dos guerras mundiales, explorando el papel de los aviones en estos conflictos, a través de hitos significativos y los avances tecnológicos de la carrera espacial hasta la actualidad.

## The Concorde Trust, 2007 a 2012
El Concorde Trust se formó en 2007 para promover la solicitud de apoyos para la creación de un nuevo museo que albergaría un Concorde.

## Historia

### 2003
El Concorde Alpha Foxtrot (G-BOAF) voló a Filton en noviembre. Permaneció al aire libre durante 14 años, hasta que se completó la construcción de un edificio dedicado a su exposición.

### 2012 a 2014
En diciembre de 2012, el Bristol Post informó que BAE Systems, que estaba vendiendo los terrenos del aeropuerto de Filton para su desarrollo urbanístico, cedería el suelo, incluidos los hangares enumerados, y 2,4 millones de libras esterlinas en ayudas para crear un nuevo museo que también contaría con el apoyo de otros patrocinadores corporativos y con una subvención de la Heritage Lottery.
En 2014, el Heritage Lottery Fund otorgó al fideicomiso una subvención de 4,7 millones de libras. Se iniciaron los planes para la construcción de un centro de visitantes, más adelante denominado Aerospace Bristol, y cuya inauguración se previó para el verano de 2017.

### 2016
El 26 de mayo de 2016, Aerospace Bristol celebró una ceremonia inaugural para marcar el inicio de la construcción del nuevo hangar para el Concorde. El 15 de septiembre, la princesa real se convirtió en Madrina de Aerospace Bristol para los dos años siguientes. El 13 de octubre, visitó Filton para asistir a una ceremonia de 'inauguración' que celebraba un hito importante en la construcción del museo.

### 2017
El 7 de febrero se trasladó el Concorde Alpha Foxtrot al nuevo hangar especialmente diseñado en el Aerospace Bristol. El 8 de marzo de 2017, se entregó un avión de combate Sea Harrier al museo, transportado por aire por un helicóptero Chinook de la RAF, para formar parte de la exposición. El 16 de agosto, los Red Arrows realizaron un sobrevuelo en formación Concorde mientras los miembros del público recreaban la forma del Concorde en el suelo. El 17 de octubre, Aerospace Bristol abrió sus puertas al público.

## Exposición

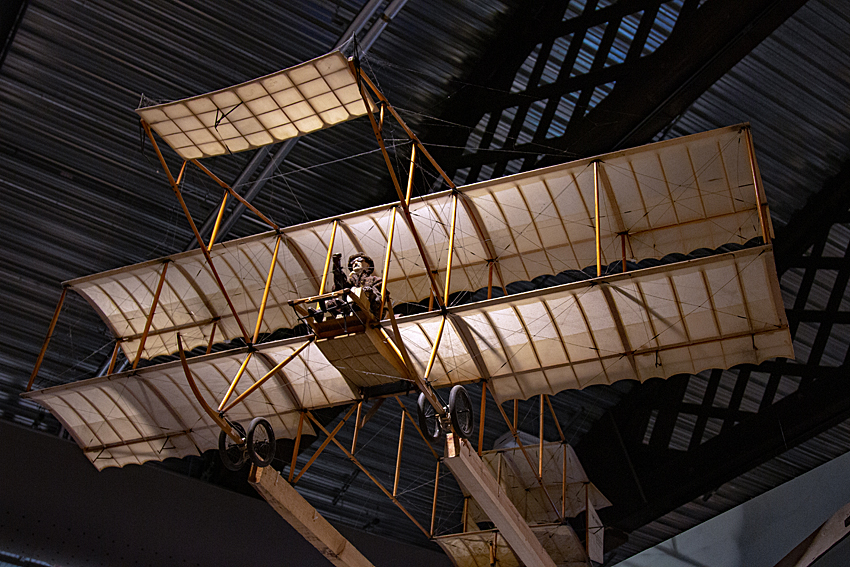
Réplica de un Bristol Boxkite

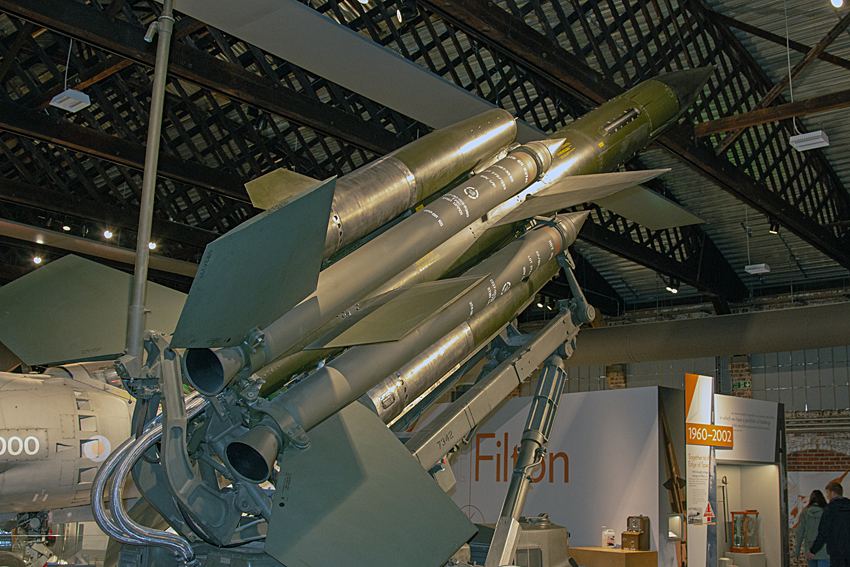
Un misil tierra-aire Bristol Bloodhound

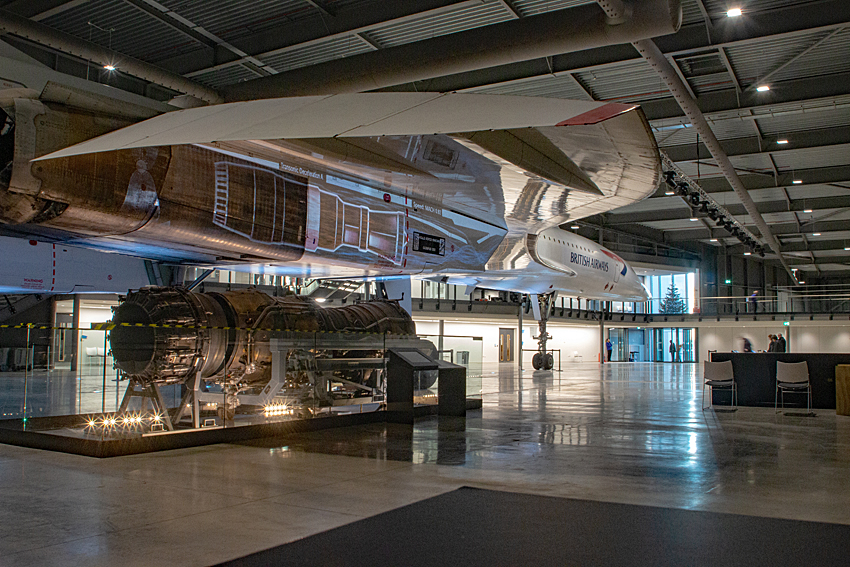
Concorde G-BOAF Alpha Foxtrot junto a un reactor Rolls-Royce/Snecma Olympus 593

La colección contiene más de 8.000 objetos. Hay varios aviones construidos en Bristol (algunos originales), incluido el Concorde Alpha Foxtrot, un Bristol Scout, un Bristol Fighter y un Bristol Bolingbroke, la versión canadiense del bombardero Bristol Blenheim, que está en restauración. Hay un automóvil fabricado por Bristol Cars así como muchos modelos a escala. También se exhiben una serie de motores de aviones Bristol, tanto de la época de los motores de pistón como del período de los reactores.
La exposición tiene como tema las siete épocas principales de la aviación, con un hangar separado que celebra la historia del Concorde y su conexión con la industria local de Bristol:
- Era Uno: Pioneros 1903–1910 Primeros vuelos: Presenta exhibiciones interactivas y exploradores de datos de pantalla táctil. Una exhibición importante aes una réplica operativa de un Bristol Boxkite, construido para la película Those Magnificent Men in their Flying Machines. Incluye una nutrida muestra de las herramientas de carpintería originales empleadas en la construcción de los primeros aviones de madera, así como numerosoas fotografías de aquella época.

- Era Dos: Primera Guerra Mundial y más allá c.1914–1920: Muestra el impacto de la Primera Guerra Mundial en Filton y presenta un biplano Fighter y un Scout.

- Era Tres: El crecimiento del vuelo 1920s-1930s: Representa una época de gran innovación en el diseño de aeronaves, incluida una réplica de un Bristol Babe.

- Era Cuatro: Segunda Guerra Mundial c.1935–1945: Describe el impacto de la Segunda Guerra Mundial en Filton y sobre la aviación.

- Era Cinco: Más grande, más rápido, más lejos 1945-1960: El enorme avión de pasajeros Brabazon está representado aquí por sus ruedas y una placa de identificación, junto con el fuselaje del Britannia. Los dos objetos representan la creciente importancia de los aviones de pasajeros para la industria de la aviación.

- Era Seis: Del fondo del Océano al Espacio Exterior 1960–1981 Representa el paso de Bristol a la era espacial. Tres objetos marcan la transición a esta era: un satélite, un misil y una maqueta de un avión supersónico.

- Era Siete: Trabajando en todo el mundo desde 1982 hasta hoy: Con una sección del ala de un A320, la exhibición ofrece a los visitantes una idea del funcionamiento de la industria de la aviación actual.

- El Hangar del Concorde, que aloja el Concorde Alpha Foxtrot: Diseñado conjuntamente en Bristol y Toulouse, y construido en Bristol, fue el último Concorde en construirse y el último en volar. Junto a la aeronave se muestra un motor a reacción Rolls-Royce/Snecma Olympus 593.

- El Taller de Conservación en Acción: Ubicado en otro hangar de la Primera Guerra Mundial, se puede visitar para observar el trabajo de restauración que se lleva a cabo de cara a exhibiciones futuras.